# Фундаментална релација
Фундаментална релација у термодинамици је једначина која описује целу термодинамику система. Најчешће фундаменталне једначине су енергијска фундаментална једначина (функција унутрашње енергије) и ентропијска фундаментална једначина (функција ентропије), као и фундаменталне једначине за различите термодинамичке потенцијале.
Природне променљиве су променљиве  од којих зависи функција F тако да ако се изрази преко њих у облику , она постаје фундаментална једначина.
За разлику од фундаменталне једначине која сама описује цео термодинамички систем, за пуну информацију о систему потребне су две једначине стања.

## Одређивање фундаменталне једначине
Фундаменталне једначине се теоријски не могу одредити у оквиру термодинамике, већ се одређују:
- емпиријски преко најмање две једначине стања
- методама статистичке физике на моделима.

## Врсте фундаменталних једначина
- Енергијска фундаментална релација за :

{\displaystyle \mathrm {d} U=T\,\mathrm {d} S-P\,\mathrm {d} V\,}
У општем случају када је унутрашња енергија функција параметара ,
{\displaystyle \mathrm {d} U=T\,\mathrm {d} S-\sum _{i=1}^{n}X_{i}\,\mathrm {d} x_{i}+\sum _{j}^{k}\mu _{j}\,\mathrm {d} N_{j}\,}
Променљиве {\displaystyle S,x_{1},...,x_{n},N_{1},...,N_{k}} називају се енергијски екстензивни параметри, а {\displaystyle T,X_{1},...,X_{n},\mu _{1},...,\mu _{k}} енергијски интензивни параметри.
- Ентропијска фундаментална релација:
- Енталпијска фундаментална релација за :

{\displaystyle dH=TdS+VdP\;.}
- Фундаментална релација изражена преко Хелмхолцове слободне енергије за F = F (T, V):

{\displaystyle \mathrm {d} F=-S\,\mathrm {d} T-P\,\mathrm {d} V\,}